# Badstugatan
Badstugatan är en gata i centrala Karlskoga som rundar naturreservatet Rävåsen, parallellt med Kungsvägen. Eftersom gatan sträcker sig längs Rävåsens branter är omgivningarna kuperade. Den fick sitt namn efter den badstuga som tidigare fanns vid gatan.

## Byggnader och platser längs med Badstugatan
I byggnadernas husnummer-ordning:
| Bild | Artikelnamn              | Badstugatan nr | Typ (ursprunglig användning) | Kort beskrivning                                                                           |
| ---- | ------------------------ | -------------- | ---------------------------- | ------------------------------------------------------------------------------------------ |
|      | Rävåsskolan              | 15             | Skola                        | Äldre skolbyggnad. Färdigställdes 1912 och invigdes året därpå.                            |
|      | Bredablick               | 24             | Privatbostad                 | Privatbostad, under en period folkhögskola, diskotek och kontor. Byggnaden uppfördes 1907. |
|      | Rävåskyrkan              | 39             | Kyrka                        | Karlskoga missionsförsamling                                                               |
|      | Skogskyrkogårdens kapell |                | Kyrkokapell                  |                                                                                            |
|      | Skogskyrkogården         |                | Begravningsplats             | Kyrkogård (invigd 1908).                                                                   |